# Campeonato Mundial de Clubes da FIFA de 2005
O Campeonato Mundial de Clubes da FIFA de 2005, oficialmente denominado Campeonato Mundial de Clubes da FIFA Copa Toyota Japão 2005 (FIFA Club World Championship Toyota Cup Japan 2005, em inglês), foi a segunda edição da competição organizada pela Federação Internacional de Futebol (FIFA), dessa vez em conjunto com a Toyota (patrocinadora da antiga Copa Intercontinental). Foi o primeiro mundial de clubes com a participação dos seis campeões continentais atuais.
No ano anterior, em 2004, foi disputada a última edição da Copa Intercontinental, oficialmente nomeada de Toyota European/South American Cup desde 1980. Na edição seguinte do torneio da FIFA, em 2006, o nome foi alterado para FIFA Club World Cup, apesar da instituição ter mantido a parceria com a Toyota. Em 2000, tendo como principal patrocinadora a ISL, o nome era apenas FIFA Club World Championship.
A competição iniciou com uma fase preliminar entre os campeões de quatro confederações (AFC, CAF, CONCACAF e OFC); os perdedores jogaram a disputa pelo quinto lugar. Os vencedores juntaram-se aos campeões da Europa e da América do Sul nas semifinais, seguindo-se o jogo pelo terceiro lugar e a final. Foi um torneio eliminatório simples, com cada time jogando duas ou três partidas. 
Desde 2005, a Copa do Mundo de Clubes da FIFA foi apenas eliminatória, ao contrário de 2000, quando teve-se dois grupos de quatro cada e a final. A edição de 2001, cancelada, teria três grupos com quatro times cada e semifinais. Outra mudança foi quanto ao troféu, sendo que o desta edição foi o efetivado para as seguintes, diferenciando-se apenas o nome na base a partir de 2006, dada a mudança de "Championship" para "Cup" e a exclusão de "Toyota Cup".
As partidas foram realizadas no Estádio Nacional (Tóquio), Estádio de Toyota (Toyota) e Estádio Internacional (Yokohama). Este último, sede da final.
O São Paulo sagrou-se campeão mundial pela terceira vez, ao vencer o Liverpool por 1–0. A primeira vez pela Copa do Mundo de Clubes da FIFA, tendo conquistado anteriormente duas edições da Copa Intercontinental. Fazia doze anos que um brasileiro não ganhava do representante da UEFA em uma final mundial. O último time a ter ganho foi o próprio São Paulo, contra o Milan, em 1993, pela Copa Intercontinental. Foi o segundo título brasileiro neste certame da FIFA, sucedendo o do Corinthians, em 2000.

## Equipes classificadas
| Confederação | Equipe             | Classificação                                       | Participação |
| ------------ | ------------------ | --------------------------------------------------- | ------------ |
| AFC          | Al-Ittihad         | Campeão da Liga dos Campeões da AFC de 2005         | 1ª           |
| CAF          | Al-Ahly            | Campeão da Liga dos Campeões da CAF de 2005         | 1ª           |
| CONCACAF     | Deportivo Saprissa | Campeão da Liga dos Campeões da CONCACAF de 2004–05 | 1ª           |
| CONMEBOL     | São Paulo          | Campeão da Copa Libertadores da América de 2005     | 1ª           |
| OFC          | Sydney FC          | Campeão da Liga dos Campeões da OFC de 2004–05      | 1ª           |
| UEFA         | Liverpool          | Campeão da Liga dos Campeões da UEFA de 2004–05     | 1ª           |

## Árbitros e assistentes
| Árbitros                           | Assistentes                | Assistentes        |
| África                             | África                     | África             |
| ---------------------------------- | -------------------------- | ------------------ |
| MAR Mohammed Guezzaz               | CMR Jean Marie Endeng Zogo |                    |
| Ásia                               |                            |                    |
| JPN Toru Kamikawa                  | JPN Yoshikazu Hiroshima    | KOR Kim Dae-Young  |
| América do Norte, Central e Caribe |                            |                    |
| MEX Benito Archundia               | MEX Arturo Velázquez       | CAN Hector Vergara |
| América do Sul                     |                            |                    |
| BRA Carlos Simon                   |                            |                    |
| CHI Carlos Chandia                 | CHI Cristian Julio         | CHI Mario Vargas   |
| Europa                             |                            |                    |
| ENG Graham Poll                    | ENG Glenn Turner           | ENG Philip Sharp   |
| FRA Alain Sars                     | FRA Frédéric Arnault       | FRA Vincent Texier |

## Jogos
|  |                           |                         |                           |           | Quartas de final        | Quartas de final        |   |  | Semifinais | Semifinais |  |  | Final                     | Final |
|  |                           |                         |                           |           |                         |                         |   |  |            |            |  |  |                           |       |
|  |                           |                         |                           |           | 11 de dezembro - Tóquio |                         |   |  |            |            |  |  |                           |       |
|  |                           |                         |                           |           |                         |                         |   |  |            |            |  |  |                           |       |
|  | Al-Ittihad                | 1                       |                           |           |                         |                         |   |  |            |            |  |  |                           |       |
|  | Al-Ittihad                | 1                       | 14 de dezembro - Tóquio   |           |                         |                         |   |  |            |            |  |  |                           |       |
|  |                           |                         | Al-Ahly                   | 0         |                         |                         |   |  |            |            |  |  |                           |       |
|  | Al-Ittihad                | 2                       | Al-Ahly                   | 0         |                         |                         |   |  |            |            |  |  |                           |       |
|  | Al-Ittihad                | 2                       | Quinto lugar              |           |                         |                         |   |  |            |            |  |  |                           |       |
|  |                           |                         | São Paulo                 | 3         |                         |                         |   |  |            |            |  |  |                           |       |
|  | Al-Ahly                   | 1                       | São Paulo                 | 3         |                         |                         |   |  |            |            |  |  |                           |       |
|  | Al-Ahly                   | 1                       | 18 de dezembro - Yokohama |           |                         |                         |   |  |            |            |  |  |                           |       |
|  | Sydney FC                 | 2                       |                           |           |                         |                         |   |  |            |            |  |  |                           |       |
|  | Sydney FC                 | 2                       | São Paulo                 | 1         |                         |                         |   |  |            |            |  |  |                           |       |
|  | 16 de dezembro - Tóquio   | 16 de dezembro - Tóquio | São Paulo                 | 1         | 12 de dezembro - Toyota | 12 de dezembro - Toyota |   |  |            |            |  |  |                           |       |
|  | 16 de dezembro - Tóquio   | 16 de dezembro - Tóquio |                           | Liverpool | 12 de dezembro - Toyota | 12 de dezembro - Toyota | 0 |  |            |            |  |  |                           |       |
|  |                           |                         | Sydney FC                 | Liverpool | 0                       |                         | 0 |  |            |            |  |  |                           |       |
|  | 15 de dezembro - Yokohama |                         | Sydney FC                 |           | 0                       |                         |   |  |            |            |  |  |                           |       |
|  |                           | Deportivo Saprissa      | 1                         |           |                         |                         |   |  |            |            |  |  |                           |       |
|  | Deportivo Saprissa        | Deportivo Saprissa      | 1                         | 0         |                         |                         |   |  |            |            |  |  |                           |       |
|  | Deportivo Saprissa        |                         | Terceiro lugar            | 0         |                         |                         |   |  |            |            |  |  |                           |       |
|  |                           |                         | Liverpool                 | 3         |                         |                         |   |  |            |            |  |  |                           |       |
|  | Al-Ittihad                | 2                       | Liverpool                 | 3         |                         |                         |   |  |            |            |  |  |                           |       |
|  | Al-Ittihad                | 2                       |                           |           |                         |                         |   |  |            |            |  |  |                           |       |
|  | Deportivo Saprissa        | 3                       |                           |           |                         |                         |   |  |            |            |  |  |                           |       |
|  | Deportivo Saprissa        | 3                       |                           |           |                         |                         |   |  |            |            |  |  |                           |       |
|  |                           |                         |                           |           |                         |                         |   |  |            |            |  |  | 18 de dezembro - Yokohama |       |

### Quartas de final
Todas as partidas seguem o fuso horário local (UTC+9)
| 11 de dezembro | Al-Ittihad | 1 – 0     | Al-Ahly | Estádio Nacional de Tóquio, Tóquio       |
| 19:20          | Noor 78'   | Relatório |         | Público: 28 281 Árbitro: ENG Graham Poll |

| 12 de dezembro | Sydney FC | 0 – 1     | Deportivo Saprissa | Estádio de Toyota, Toyota                  |
| 19:20          |           | Relatório | Bolaños 47'        | Público: 28 538 Árbitro: JPN Toru Kamikawa |

### Semifinais
| 14 de dezembro | Al-Ittihad                   | 2 – 3     | São Paulo                                 | Estádio Nacional de Tóquio, Tóquio      |
| 19:20          | Noor 33' · Al-Montashari 68' | Relatório | Amoroso 16', 47' · Rogério Ceni 57' (pen) | Público: 31 510 Árbitro: FRA Alain Sars |

| 15 de dezembro | Deportivo Saprissa | 0 – 3     | Liverpool                    | Estádio Internacional de Yokohama, Yokohama |
| 19:20          |                    | Relatório | Crouch 3', 58' · Gerrard 32' | Público: 43 902 Árbitro: CHI Carlos Chandía |

### Disputa pelo quinto lugar
| 16 de dezembro | Al-Ahly         | 1 – 2     | Sydney FC              | Estádio Nacional de Tóquio, Tóquio         |
| 19:20          | Emad Moteab 45' | Relatório | Yorke 35' · Carney 66' | Público: 15 951 Árbitro: JPN Toru Kamikawa |

### Disputa pelo terceiro lugar
| 18 de dezembro | Al-Ittihad                 | 2 – 3     | Deportivo Saprissa                 | Estádio Internacional de Yokohama, Yokohama   |
| 16:20          | Kallon 28' · Job 53' (pen) | Relatório | Saborío 13', 85' (pen) · Gomez 89' | Público: 46 453 Árbitro: MAR Mohammed Guezzaz |

### Final
| 18 de dezembro | São Paulo   | 1 – 0     | Liverpool | Estádio Internacional de Yokohama, Yokohama   |
| 19:20          | Mineiro 27' | Relatório |           | Público: 66 821 Árbitro: MEX Benito Archundia |

## Premiação
| Campeonato Mundial de Clubes da FIFA de 2005 |
| Brasil                                       |
| -------------------------------------------- |
| São Paulo Campeão (1° título)                |

Fair Play
| Fair play | Liverpool |

### Individuais
| Bola de Ouro             | Bola de Prata              | Bola de Bronze                         |
| ------------------------ | -------------------------- | -------------------------------------- |
| Rogério Ceni (São Paulo) | Steven Gerrard (Liverpool) | Christian Bolaños (Deportivo Saprissa) |

## Classificação final
| Times | Times              | J | V | E | D | GP | GC | SG |
| ----- | ------------------ | - | - | - | - | -- | -- | -- |
| 1     | São Paulo          | 2 | 2 | 0 | 0 | 4  | 2  | +2 |
| 2     | Liverpool          | 2 | 1 | 0 | 1 | 3  | 1  | +2 |
| 3     | Deportivo Saprissa | 3 | 2 | 0 | 1 | 4  | 5  | -1 |
| 4     | Al-Ittihad         | 3 | 1 | 0 | 2 | 5  | 6  | -1 |
| 5     | Sydney FC          | 2 | 1 | 0 | 1 | 2  | 2  | 0  |
| 6     | Al-Ahly            | 2 | 0 | 0 | 2 | 1  | 3  | -2 |

## Artilharia
| 2 gols - Álvaro Saborío (Saprissa) - Amoroso (São Paulo) - Mohammed Noor (Al-Ittihad) - Peter Crouch (Liverpool) 1 gol - Christian Bolaños (Saprissa) - David Carney (Sydney) - Dwight Yorke (Sydney) | 1 gol (continuação) - Emad Moteab (Al-Ahly) - Hamad Al-Montashari (Al-Ittihad) - Joseph-Désiré Job (Al-Ittihad) - Mineiro (São Paulo) - Mohamed Kallon (Al-Ittihad) - Rogério Ceni (São Paulo) - Rónald Gómez (Saprissa) - Steven Gerrard (Liverpool) |